# 紅白 (ニシキゴイ)
紅白（こうはく）は、ニシキゴイの品種の1つである。白色の体に緋色の斑点を持つ。大正三色、昭和三色とともに「御三家」と称される。
紅白は、観賞用のコイとして最も早くから養殖が始まったものの1つと考えられている。1888年（明治21年）に、広井国蔵という人物が、赤い頭のメスのコイを自身が飼っていた桜柄のオスのコイと掛け合わせ、現在の全ての系統（友右衛門、仙助、弥五左衛門、万蔵）の先祖となっている五助を作った。今日では、友右衛門（ともいん）と弥五左衛門（やごぜん）の2つが、現在の日本の紅白の主要な血統となっている。

## 特徴
次のような特徴を持つ紅白が良品とされる。
1. 緋色は明るい色であり、体全体に分布する。緋色の斑点の中には、白いウロコが入らない。斑点は厳密に対称ではないが、バランスが取れている。
2. 緋色の斑点の周囲がくっきりしている。
3. 緋色は目を横切らない。またひれには入らない。
4. 緋色は側線を横切らない。
5. 緋色は鼻孔に広がらない。
6. 魚の頭には緋色が入る。頭に緋色のない紅白は「坊主」と呼ばれる。

## 標準
品評会のための標準があるが、自宅で飼う分には必ずしも標準に従っていなくても良い。紅白の斑点を表現するのに用いられるいくつかの用語がある。
- 赤無地：赤無地は緋色のみの紅白で、失敗作として廃棄される。しかし、1990年代前半から人気が出てきた。品評会では赤無地は「変わりもの」のカテゴリーに入れられ、「紅鯉」や「緋赤」として展示される。ひれの先に白色の入った赤無地は「赤羽白」と呼ばれる。
- 白無地：白無地は白色のみの紅白で、価値はないとされる。似ているが、金属質のウロコを持つものは「プラチノ鯉」と呼ばれ、人気がある。
- 小模様：斑点の大きさが体長の4分の1以下と小さい。高く評価されない。
- 大模様：斑点の大きさが体長の4分の1以上と大きい。年を経るにつれて斑点同士が離れ、興味深い模様を形成するため、望ましいとされる。
- 段柄：踏み石のように斑点同士が良く離れた模様。非常に価値が高い。
  - ストライト：頭から尾に一本の線が入っているもので、価値がないとされるが、ジグザグの模様のものは「稲妻」と呼ばれ、1970年（昭和45年）の全国品評会で優勝した[6]。
  - 二段：段柄のうち2つの斑点を持つもの。
  - 三段：段柄のうち3つの斑点を持つもの。
  - 四段：段柄のうち4つの斑点を持つもの。
- 緒締め：尾びれから2cm以内に斑点を持つもの。
- ズボン履き：斑点で尾を覆っているもので、好まれない。逆に尾の周りに斑点が全くないものは、ぼんぎりと呼ばれる。
- 巻腹：腹の周囲に斑点があるもの。
- 口紅：口の周りに斑点があるもの。綺麗にまとまりのある口紅であれば評価される。
- 丹頂：頭頂部にのみ赤い斑点があるもの。金魚にも同じ品種（タンチョウ）がいる。